# 펌프 잇 업 피에스타
펌프 잇 업 피에스타 혹은 펌프 잇 업 2010 피에스타 10주년 기념은 프로시리즈를 제외하고 대한민국에서는 16번째. 국제적으로는 11번째에 해당된다. 펌프 잇 업이 10주년을 맞이하여 2010년 3월에 출시하였다. 이전 버전의 노멀, 하드, 크레이지, 프리스타일, 나이트메어로 나뉜 난이도 체계를 풀모드의 싱글과 더블로 모두 통합하고 인터페이스가 완전히 달라졌다. 예를 들어 풀모드에서 히든 커멘드(치트키)를 간편하게 조작할 수 있으며 일반 곡, 풀 송, 리믹스곡을 모두 할 수 있게 된 형식이다. 이 버전부터는 뮤직트레인과 숏컷 곡이 추가되었으며, 미션모드(미션 존, 스킬업 존)는 이전작들과는 다르게 USB전용으로 전환되었다. 후속작이자 확장판 버전인 피에스타 EX는 2011년 3월에 출시하였다. 피에스타와 피에스타EX의 다른점은 뉴 튠, 오리지널 튠, K-Pop(가요), 월드 뮤직을 모두 올 튠, 풀 송, 리믹스, 숏 컷으로 통합하였다. 그러나 안타까운 점은 피에스타 EX에서 이 얍과 ms군의 신곡은 없다.

## 대표 곡
- 피에스타: X-트리, 소서리스 엘리제, U 갓 2 노우, 순정, 데스티네이션, 파이어, Vacuum(진공), 제네시스, 겟 업 (앤 고), 터키 행진곡 -미니멀 튠즈-, 팬텀 -인터메조-, 미션 파서블 -블로우백-, 펌핑 점핑, 테프리스
- 피에스타 EX: Cleaner(클리너), Vacuum Cleaner(진공 청소기), 인터퍼런스, 리얼리티, 테이크 아웃, 버터 플라이, 오버블로우, 위 갓 2 노우, 슈퍼맨, 남자답게, 크래쉬데이, 헝가리 무곡 V, 마왕, 파반느, 잣, ㅁㄴㅇㄹ, 말씀, 조나단의 꿈

## 채널 목록

### 피에스타
- 뉴 튠
- 오리지널 튠
- K-Pop
- 월드 뮤직
- 풀 송
- 리믹스
- 숏 컷
- 뮤직트레인
- 스킬 업 존 (USB전용)
- 퀘스트 월드 (USB전용)
- 미션 존 (USB전용)
- 1st ~ 3rd
- S.E ~ Extra
- Rebirth ~ Prex3
- Exceed ~ Zero
- NX & NX2
- NX Absolute
- Fiesta

### 피에스타 EX
- 올 튠
- 풀 송
- 리믹스
- 숏 컷
- 뮤직트레인
- WPF를 위한 랜덤 채널
- 스킬 업 존 (USB전용)
- 퀘스트 월드 (USB전용)
- 미션 존 (USB전용)
- 선호곡 (USB전용)
- 1st ~ 3rd
- S.E ~ Extra
- Rebirth ~ Prex3
- Exceed ~ Zero
- NX & NX2
- NX Absolute
- Fiesta
- Fiesta EX

## 수록 곡 (EX 포함)
풀 모드는 모든 곡이 수록되므로 생략하였다. 곡들중 베이직모드와 미션 존으로 구성한다. EX부터는 엑스트라의 히든커멘드였던 러쉬모드가 오리지널 곡만 가능하다. 노바소닉 곡을 비롯한 구곡들이 일부분 부활하였다. 곡명의 배경색으로 빨간색이 펌프잇업의 오리지널 곡, 파란색이 가요(K-Pop), 노란색이 월드 뮤직(World Music)으로 구성되어있다. 노멀, 하드, 크레이지, 퍼포먼스, 나이트메어의 체제와 어나더 스텝을 싱글, 더블로 모두 통합하였으므로 표시되지 않는다. EX부터는 풀 송과 리믹스도 오리지널 곡, 가요, 월드 뮤직으로 구성하게 되었다. 곡 제목의 굵은 글씨는 펌프 잇 업의 인기 명곡이다.

### 올 튠 (일반곡)
| 카테고리                        | 곡 제목                                                            | 피에스타    | 피에스타                    | 피에스타 EX | 피에스타 EX                 | 비고                                                                              |
| 카테고리                        | 곡 제목                                                            | 베이직 모드 | 베이직, 풀 모드외에 미션 존 | 베이직 모드 | 베이직, 풀 모드외에 미션 존 | 비고                                                                              |
| ------------------------------- | ------------------------------------------------------------------ | ----------- | --------------------------- | ----------- | --------------------------- | --------------------------------------------------------------------------------- |
| 1st 2nd 3rd O.B.G.              | 클론 - 펑키 투나잇                                                 | O           |                             | O           |                             |                                                                                   |
| 1st 2nd 3rd O.B.G.              | 노바소닉 - 증오                                                    | X           |                             | X           |                             |                                                                                   |
| 1st 2nd 3rd O.B.G.              | 노바소닉 - 또다른 진심                                             | O           |                             | O           |                             |                                                                                   |
| 1st 2nd 3rd O.B.G.              | 반야 - 파이널 오디션                                               | X           |                             | X           |                             |                                                                                   |
| 1st 2nd 3rd O.B.G.              | 반야 - 엑스트라바간자                                              | O           |                             | O           |                             |                                                                                   |
| 1st 2nd 3rd O.B.G.              | 젝스키스 - 컴 백                                                   | O           |                             | O           |                             |                                                                                   |
| 1st 2nd 3rd O.B.G.              | 젝스키스 - 뫼비우스의 띠                                           | O           |                             | O           |                             |                                                                                   |
| 1st 2nd 3rd O.B.G.              | 반야 - 파이널 오디션 2                                             | X           |                             | X           |                             |                                                                                   |
| 1st 2nd 3rd O.B.G.              | 반야 - 태동                                                        | X           |                             | X           |                             |                                                                                   |
| 1st 2nd 3rd O.B.G.              | 반야 - 터키 행진곡                                                 | O           |                             | O           |                             |                                                                                   |
| 1st 2nd 3rd O.B.G.              | 반야 - 악몽                                                        | X           |                             | X           |                             |                                                                                   |
| 1st 2nd 3rd O.B.G.              | 반야 - 눈을 감아                                                   | X           |                             | X           |                             |                                                                                   |
| 1st 2nd 3rd O.B.G.              | 반야 - 프리 스타일                                                 | X           |                             | X           |                             |                                                                                   |
| 1st 2nd 3rd O.B.G.              | 반야 - 미드나잇 블루                                               | X           |                             | X           |                             |                                                                                   |
| 1st 2nd 3rd O.B.G.              | 반야 - 그녀는 피자를 좋아해                                        | X           |                             | X           |                             |                                                                                   |
| 1st 2nd 3rd O.B.G.              | 반야 - 펌핑 업                                                     | X           |                             | X           |                             |                                                                                   |
| 1st 2nd 3rd O.B.G.              | 타샤니 - 경고                                                      | O           |                             | O           |                             |                                                                                   |
| 1st 2nd 3rd O.B.G.              | 듀스 - 우리는                                                      | O           |                             | O           |                             |                                                                                   |
| 3rd S.E. 퍼펙트 컬렉션 엑스트라 | 반야 - 오! 로사                                                    | X           |                             | X           |                             |                                                                                   |
| 3rd S.E. 퍼펙트 컬렉션 엑스트라 | 반야 - 첫사랑                                                      | X           |                             | X           |                             |                                                                                   |
| 3rd S.E. 퍼펙트 컬렉션 엑스트라 | 반야 - 사랑가                                                      | X           |                             | X           |                             |                                                                                   |
| 3rd S.E. 퍼펙트 컬렉션 엑스트라 | 반야 - 무혼                                                        | X           |                             | X           |                             |                                                                                   |
| 3rd S.E. 퍼펙트 컬렉션 엑스트라 | 반야 - 미스터 라푸스                                               | X           |                             | X           |                             |                                                                                   |
| 3rd S.E. 퍼펙트 컬렉션 엑스트라 | 노바소닉 - 뛰어봐!                                                 | X           |                             | X           |                             |                                                                                   |
| 3rd S.E. 퍼펙트 컬렉션 엑스트라 | DJ DOC - 런 투 유                                                  | X           | X                           | X           |                             | 피에스타 EX만 수록                                                                |
| 3rd S.E. 퍼펙트 컬렉션 엑스트라 | 반야 - 펌프 점프                                                   | X           |                             | X           |                             |                                                                                   |
| 3rd S.E. 퍼펙트 컬렉션 엑스트라 | 반야 - N                                                           | X           |                             | X           |                             |                                                                                   |
| 3rd S.E. 퍼펙트 컬렉션 엑스트라 | 반야 - 롤링 크리스마스                                             | X           |                             | O           |                             |                                                                                   |
| 3rd S.E. 퍼펙트 컬렉션 엑스트라 | 반야 - 올 I 원트 포 X-마스                                         | X           | X                           | X           |                             | 피에스타EX만 수록                                                                 |
| 3rd S.E. 퍼펙트 컬렉션 엑스트라 | 반야 - 베토벤 바이러스                                             | O           |                             | O           |                             |                                                                                   |
| 3rd S.E. 퍼펙트 컬렉션 엑스트라 | 노바소닉 - 슬램                                                    | X           |                             | X           |                             |                                                                                   |
| 3rd S.E. 퍼펙트 컬렉션 엑스트라 | 듀크 - 스타리안                                                    | O           |                             | O           |                             |                                                                                   |
| 3rd S.E. 퍼펙트 컬렉션 엑스트라 | 유투 - 자책                                                        | O           |                             | O           |                             |                                                                                   |
| 3rd S.E. 퍼펙트 컬렉션 엑스트라 | 반야 - 치킨 윙                                                     | X           |                             | X           |                             |                                                                                   |
| 3rd S.E. 퍼펙트 컬렉션 엑스트라 | 반야 - 파이널 오디션 에피소드 1                                    | X           |                             | X           |                             |                                                                                   |
| 카테고리                        | 곡 제목                                                            | 피에스타    | 피에스타                    | 피에스타 EX | 피에스타 EX                 | 비고                                                                              |
| 카테고리                        | 곡 제목                                                            | 베이직 모드 | 베이직, 풀 모드외에 미션 존 | 베이직 모드 | 베이직, 풀 모드외에 미션 존 | 비고                                                                              |
| 리버스 프리미어 3 프렉스 3      | 반야 - 닥터. M                                                     | O           |                             | O           |                             |                                                                                   |
| 리버스 프리미어 3 프렉스 3      | 반야 - 엠페러                                                      | X           |                             | X           |                             |                                                                                   |
| 리버스 프리미어 3 프렉스 3      | 반야 - 겟 유어 그루브 온                                           | X           |                             | X           |                             | 피에스타EX만 수록                                                                 |
| 리버스 프리미어 3 프렉스 3      | 반야 - 러브 이스 어 데인저 존                                      | X           |                             | O           |                             |                                                                                   |
| 리버스 프리미어 3 프렉스 3      | 반야 - 마리아                                                      | X           |                             | X           |                             |                                                                                   |
| 리버스 프리미어 3 프렉스 3      | 반야 - 미션 파서블                                                 | X           | X                           | X           |                             | 피에스타EX만 수록                                                                 |
| 리버스 프리미어 3 프렉스 3      | 반야 - 마이 웨이                                                   | X           |                             | X           |                             |                                                                                   |
| 리버스 프리미어 3 프렉스 3      | 반야 - 포인트 브레이크                                             | X           |                             | X           |                             |                                                                                   |
| 리버스 프리미어 3 프렉스 3      | 반야 - 스트리트 쇼 다운                                            | X           |                             | X           |                             |                                                                                   |
| 리버스 프리미어 3 프렉스 3      | 반야 - 탑 시티                                                     | X           | X                           | X           |                             | 피에스타EX만 수록                                                                 |
| 리버스 프리미어 3 프렉스 3      | 반야 - 윈터                                                        | O           |                             | O           |                             |                                                                                   |
| 리버스 프리미어 3 프렉스 3      | 반야 - 윌 O' 더 위스프                                             | X           |                             | X           |                             |                                                                                   |
| 리버스 프리미어 3 프렉스 3      | 반야 - 틸 디 엔드 오브 타임                                        | O           |                             | O           |                             |                                                                                   |
| 리버스 프리미어 3 프렉스 3      | 반야 - 오이 오이 오이                                              | X           |                             | X           |                             |                                                                                   |
| 리버스 프리미어 3 프렉스 3      | 반야 - 위 윌 밋 어게인                                             | X           | ?                           | X           |                             | 피에스타EX에서 정식곡으로 승격                                                    |
| 리버스 프리미어 3 프렉스 3      | 반야 - 미스'S 스토리                                               | X           |                             | X           |                             |                                                                                   |
| 리버스 프리미어 3 프렉스 3      | 반야 - 셋 미 업                                                    | X           |                             | X           |                             |                                                                                   |
| 리버스 프리미어 3 프렉스 3      | 반야 - 댄스 위드 미                                                | X           |                             | X           |                             |                                                                                   |
| 리버스 프리미어 3 프렉스 3      | 반야 - 부크                                                        | X           |                             | X           |                             |                                                                                   |
| 리버스 프리미어 3 프렉스 3      | 반야 - 우편마차                                                    | O           |                             | O           |                             |                                                                                   |
| 리버스 프리미어 3 프렉스 3      | 반야 - 비                                                          | X           |                             | X           |                             |                                                                                   |
| 리버스 프리미어 3 프렉스 3      | 반야 - D 갱                                                        | X           |                             | O           |                             |                                                                                   |
| 리버스 프리미어 3 프렉스 3      | 반야 - 헬로                                                        | X           |                             | X           |                             |                                                                                   |
| 리버스 프리미어 3 프렉스 3      | 반야 - 비트 오브 더 워                                             | X           |                             | X           |                             |                                                                                   |
| 리버스 프리미어 3 프렉스 3      | 노바소닉 - 태양의 나라                                             | X           |                             | X           |                             |                                                                                   |
| 리버스 프리미어 3 프렉스 3      | 반야 - 컴 투 미                                                    | X           |                             | X           |                             |                                                                                   |
| 익시드 익시드2 제로             | 반야 - 파이널 오디션 3 U.F.                                        | X           |                             | X           |                             |                                                                                   |
| 익시드 익시드2 제로             | 반야 - 태동 2                                                      | X           |                             | X           |                             |                                                                                   |
| 익시드 익시드2 제로             | 반야 - 몽키 핑거즈                                                 | O           |                             | O           |                             |                                                                                   |
| 익시드 익시드2 제로             | 반야 - 블레이징                                                    | X           |                             | X           |                             |                                                                                   |
| 익시드 익시드2 제로             | 반야 - 펌프 미 아마데우스                                          | X           |                             | O           |                             |                                                                                   |
| 익시드 익시드2 제로             | 반야 - 엑스트림                                                    | X           |                             | X           |                             |                                                                                   |
| 익시드 익시드2 제로             | 반야 - 겟 업!                                                      | X           |                             | X           |                             |                                                                                   |
| 익시드 익시드2 제로             | 크래쉬 - 디그니티                                                  | X           |                             | O           |                             |                                                                                   |
| 익시드 익시드2 제로             | 크래쉬 - 니가 진짜로 원하는게 뭐야?                                | X           |                             | X           |                             |                                                                                   |
| 익시드 익시드2 제로             | 유니 - 가                                                          | X           |                             | X           |                             |                                                                                   |
| 익시드 익시드2 제로             | 원타임 - HOT 뜨거                                                  | O           |                             | O           |                             |                                                                                   |
| 익시드 익시드2 제로             | 솜이 - 예지몽                                                      | O           |                             | O           |                             |                                                                                   |
| 익시드 익시드2 제로             | 이현도 - 사자후                                                    | O           |                             | O           |                             |                                                                                   |
| 익시드 익시드2 제로             | 왁스 - 내게 남은 사랑을 다 줄게                                    | O           |                             | O           |                             |                                                                                   |
| 익시드 익시드2 제로             | 반야 - J 봉                                                        | X           |                             | X           |                             |                                                                                   |
| 익시드 익시드2 제로             | 반야 - 하이 바이                                                   | X           |                             | X           |                             |                                                                                   |
| 익시드 익시드2 제로             | 반야 - 무혼 2                                                      | X           |                             | X           |                             |                                                                                   |
| 익시드 익시드2 제로             | 반야 - 캐논-D                                                      | O           |                             | O           |                             |                                                                                   |
| 익시드 익시드2 제로             | 반야 - 비트 오브 더 워 2                                           | X           |                             | X           |                             |                                                                                   |
| 익시드 익시드2 제로             | 반야 - 월광                                                        | O           |                             | O           |                             |                                                                                   |
| 익시드 익시드2 제로             | 반야 - 위치 닥터                                                   | X           |                             | X           |                             |                                                                                   |
| 익시드 익시드2 제로             | 반야 - 러브 이스 어 데인저 존 pt. 2                                | X           |                             | O           |                             |                                                                                   |
| 익시드 익시드2 제로             | 반야 - 팬텀                                                        | X           |                             | X           |                             |                                                                                   |
| 익시드 익시드2 제로             | 반야 - 파파 곤잘레스                                               | X           |                             | X           |                             |                                                                                   |
| 익시드 익시드2 제로             | 조PD - 친구여                                                      | O           |                             | O           |                             |                                                                                   |
| 익시드 익시드2 제로             | 루이스 - 중화반점                                                  | X           | X                           | X           |                             | 피에스타EX만 수록                                                                 |
| 익시드 익시드2 제로             | 스푸키 바나나 - 소방관 아저씨                                      | X           |                             | O           |                             |                                                                                   |
| 익시드 익시드2 제로             | JTL - 엔터 더 드래곤                                               | X           |                             | X           |                             |                                                                                   |
| 익시드 익시드2 제로             | 페리 - 스톰                                                        | X           |                             | X           |                             |                                                                                   |
| 익시드 익시드2 제로             | 반야 - 러브 이스 어 데인저 존 pt. 2 어나더                         | X           |                             | X           |                             |                                                                                   |
| 카테고리                        | 곡 제목                                                            | 피에스타    | 피에스타                    | 피에스타 EX | 피에스타 EX                 | 비고                                                                              |
| 카테고리                        | 곡 제목                                                            | 베이직 모드 | 베이직, 풀 모드외에 미션 존 | 베이직 모드 | 베이직, 풀 모드외에 미션 존 | 비고                                                                              |
| NX NX2                          | 이 얍 - 위치 닥터 #1                                               | X           | X                           | X           |                             | 피에스타EX만 수록                                                                 |
| NX NX2                          | 이 얍 - 아크 오브 다크니스                                         | X           | X                           | X           |                             | 피에스타EX만 수록                                                                 |
| NX NX2                          | 이 얍 - 키메라                                                     | O           |                             | O           |                             |                                                                                   |
| NX NX2                          | 에픽 하이 - 플라이                                                 | O           |                             | O           |                             |                                                                                   |
| NX NX2                          | DJ DOC - 원 나잇                                                   | X           |                             | X           |                             |                                                                                   |
| NX NX2                          | 반야 프로덕션 - 사랑가 2006                                        | X           | X                           | X           |                             | 피에스타EX만 수록                                                                 |
| NX NX2                          | 반야 프로덕션 - 두 유 노우 댓 -올드 스쿨-                          | X           | X                           | X           |                             | 피에스타EX만 수록                                                                 |
| NX NX2                          | 반야 프로덕션 - 건 락                                              | X           | ?                           | X           |                             | 피에스타EX에서 정식으로 승격                                                      |
| NX NX2                          | 반야 프로덕션 - 투우사의 노래                                      | X           |                             | X           |                             | 1.10에서 추가                                                                     |
| NX NX2                          | 반야 프로덕션 - 미운 오리새끼                                      | X           |                             | X           |                             |                                                                                   |
| NX NX2                          | DJ 두키 - 힙스                                                     | X           |                             | X           |                             |                                                                                   |
| NX NX2                          | 샘-I-앰 - 할레이                                                   | X           |                             | X           |                             |                                                                                   |
| NX NX2                          | 기프티드 - 위 고잉 플라이 리믹스                                   | X           |                             | X           |                             |                                                                                   |
| NX NX2                          | 이 얍 - 파이널 오디션 에피소드 2-1                                 | X           |                             | O           |                             |                                                                                   |
| NX NX2                          | 이 얍 - 파이널 오디션 에피소드 2-2                                 | X           |                             | X           |                             |                                                                                   |
| NX NX2                          | 소닉 디멘션 - 챱스틱스                                             | X           |                             | X           |                             |                                                                                   |
| NX NX2                          | 오실레이터 X - 댄스 올 나잇                                        | X           |                             | X           |                             |                                                                                   |
| NX NX2                          | 엘피스 - 댄스 바이브레이션스                                       | X           |                             | X           |                             |                                                                                   |
| NX NX2                          | 지그재그 - 에너자이저                                              | X           |                             | X           |                             |                                                                                   |
| NX NX2                          | 소닉 디멘션 - 그루빙 모션                                          | X           |                             | X           |                             |                                                                                   |
| NX NX2                          | 이 얍 - 무혼 1.5                                                   | X           |                             | X           |                             |                                                                                   |
| NX NX2                          | 반야 프로덕션 - 비트 더 고스트                                     | X           |                             | X           |                             | 1.10에서 추가                                                                     |
| NX NX2                          | 반야 프로덕션 - 카프리스 오브 오타다                               | X           |                             | O           |                             |                                                                                   |
| NX NX2                          | 반야 프로덕션 - 머니                                               | X           | X                           | X           |                             | 피에스타EX만 수록                                                                 |
| NX NX2                          | 반야 프로덕션 - 몽키 핑거즈 2                                      | X           | X                           | X           |                             | 피에스타EX만 수록                                                                 |
| NX NX2                          | 015B - 아주 오래된 연인들                                          | X           |                             | X           |                             |                                                                                   |
| NX NX2                          | 이 얍 - 패스터 Z                                                   | X           |                             | O           |                             |                                                                                   |
| NX NX2                          | 이 얍 - 펌트리스 콰트로                                            | O           |                             | O           |                             |                                                                                   |
| 미션 전용                       | 서태지와 아이들 - 내 맘이야! (가사 없는 버전)                      | X           | ?                           | X           | ?                           | 오직 미션존에서만 수록                                                            |
| NX NX2                          | 헤드 트립 - 비트 # 넘버 4                                          | X           |                             | X           |                             |                                                                                   |
| NX NX2                          | 반야 프로덕션 - 기타 맨                                            | X           | X                           | X           |                             | 피에스타EX만 수록                                                                 |
| NX NX2                          | 반야 프로덕션 - 히글디 피글디                                      | O           |                             | O           |                             |                                                                                   |
| NX NX2                          | 반야 프로덕션 - 잼 O 비트                                          | X           |                             | X           |                             |                                                                                   |
| 미션전용                        | 이 얍 - 비트 오브 더 워 2 (D&G)                                    | X           | ?                           | X           | ?                           | 오직 미션존에서만 수록                                                            |
| 미션전용                        | 반야 - 월광 (Original)                                             | X           | X                           | X           | X                           | 피에스타 EX 1.50 버그의 아케이드에서 수록                                         |
| 미션전용                        | 이 얍 - 위치 닥바                                                  | X           | ?                           | X           | ?                           | 오직 미션존에서만 수록                                                            |
| 미션전용                        | 반야 프로덕션 - 팬텀 (스피드 업)                                   | X           | ?                           | X           | ?                           | 오직 미션존에서만 수록                                                            |
| 미션전용                        | 015B - 아주 오래된 연인들 (가사없는 편집)                          | X           | ?                           | X           | ?                           | 오직 미션존에서만 수록                                                            |
| NXA                             | 이 얍 - 펌트리스 8비트 ver.                                        | X           |                             | X           |                             |                                                                                   |
| NXA                             | 이 얍 - 블레이즈 이모션                                            | X           |                             | X           |                             |                                                                                   |
| NXA                             | 이 얍 - 캐논 X.1                                                   | O           |                             | O           |                             |                                                                                   |
| NXA                             | 이 얍 - 젓가락 변주곡                                              | X           |                             | X           |                             |                                                                                   |
| NXA                             | 빅 뱅 - 라라라                                                     | X           |                             | O           |                             |                                                                                   |
| NXA                             | 은지원 - 아디오스                                                  | X           |                             | O           |                             |                                                                                   |
| NXA                             | 45RPM - 살짝쿵                                                     | X           |                             | X           |                             |                                                                                   |
| NXA                             | S.E.S - 아임 유어 걸                                               | O           |                             | O           |                             |                                                                                   |
| NXA                             | 나몰라 패밀리 - 너만 볼래                                          | X           |                             | X           |                             |                                                                                   |
| NXA                             | 바나나걸 - 초콜렛                                                  | X           |                             | X           |                             |                                                                                   |
| NXA                             | DJ 미실 - 포워드                                                   | X           |                             | X           |                             |                                                                                   |
| NXA                             | 샘-I-앰 - 업락                                                     | X           |                             | X           |                             |                                                                                   |
| NXA                             | 기프티드 - 크레이지                                                | X           |                             | X           |                             |                                                                                   |
| NXA                             | 빅 메트라 - 붉은 손수건                                            | X           |                             | X           |                             |                                                                                   |
| NXA                             | 판다 - 잘가 내 사랑                                                | X           |                             | X           |                             |                                                                                   |
| NXA                             | 니나 파일럿츠 - 나완 상관없어                                      | X           |                             | X           |                             |                                                                                   |
| NXA                             | 타이지 & 릴 V - 펌프 브레이커스                                    | X           |                             | X           |                             |                                                                                   |
| NXA                             | 왕리홍 - 체인지 마이셀프                                           | X           |                             | X           |                             |                                                                                   |
| NXA                             | 이정현 - 와 (중국어)                                               | X           |                             | O           |                             |                                                                                   |
| NXA                             | 장나라 - 못된 성질 (중국어)                                        | X           |                             | X           |                             |                                                                                   |
| NXA                             | 슈퍼주니어 M - U (중국어)                                          | O           |                             | O           |                             |                                                                                   |
| NXA                             | 스티브 유 - 브레이킨 러브 (중국어)                                 | X           |                             | X           |                             |                                                                                   |
| NXA                             | 반야 프로덕션 - 사람들은 몰랐다네                                  | X           |                             | X           |                             |                                                                                   |
| NXA                             | 반야 프로덕션 - DJ 오타다                                          | X           |                             | O           |                             |                                                                                   |
| NXA                             | 반야 프로덕션 - K.O.A. -앨리스 인 원더월드-                        | O           |                             | O           |                             |                                                                                   |
| NXA                             | 반야 프로덕션 - 마이 드림즈                                        | X           |                             | X           |                             |                                                                                   |
| NXA                             | 반야 프로덕션 - 토카타                                             | X           |                             | O           |                             |                                                                                   |
| NXA                             | 하우스 룰즈 - 두 잇!                                               | X           |                             | X           |                             |                                                                                   |
| NXA                             | 바세린 - 돈 오브 더 아포칼립스                                     | X           |                             | X           |                             |                                                                                   |
| NXA                             | 이 얍 - 파이널 오디션 에피소드 2-X                                 | X           |                             | X           |                             |                                                                                   |
| NXA                             | 서태지와 아이들 - 환상속의 그대 (뮤직비디오)                       | X           |                             | O           |                             | 1.10부터 추가                                                                     |
| 카테고리                        | 곡 제목                                                            | 피에스타    | 피에스타                    | 피에스타 EX | 피에스타 EX                 | 비고                                                                              |
| 카테고리                        | 곡 제목                                                            | 베이직 모드 | 베이직, 풀 모드외에 미션 존 | 베이직 모드 | 베이직, 풀 모드외에 미션 존 | 비고                                                                              |
| 피에스타                        | 이 얍 - X-트리                                                     | O           |                             | O           |                             |                                                                                   |
| 피에스타                        | 이 얍 - 소서리스 엘리제                                            | O           |                             | O           |                             |                                                                                   |
| 피에스타                        | ms군 - 사랑가 -2막-                                                | X           |                             | X           |                             |                                                                                   |
| 피에스타                        | 드렁큰 타이거 - 굿 라이프                                          | O           |                             | O           |                             |                                                                                   |
| 피에스타                        | 나우 - 빅 비트                                                     | X           |                             | X           |                             |                                                                                   |
| 피에스타                        | 다이나믹 듀오 - 신나                                               | X           |                             | X           |                             |                                                                                   |
| 피에스타                        | 베이비 복스 - 우연                                                 | O           |                             | O           |                             |                                                                                   |
| 피에스타                        | 맥스 - U 갓 2 노우                                                 | X           |                             | X           |                             |                                                                                   |
| 피에스타                        | 렉시 - 하늘 위로                                                   | O           |                             | O           |                             |                                                                                   |
| 피에스타                        | 룰라 - 날개 잃은 천사                                              | O           |                             | O           |                             |                                                                                   |
| 피에스타                        | 코요테 - 순정                                                      | O           |                             | O           |                             |                                                                                   |
| 피에스타                        | 무가당 - 노세 놀아보세                                             | X           |                             | O           |                             |                                                                                   |
| 피에스타                        | SHK - 데스티네이션                                                 | X           |                             | O           |                             |                                                                                   |
| 피에스타                        | 터보 - 트위스트 킹                                                 | O           |                             | O           |                             |                                                                                   |
| 피에스타                        | 2NE1 - 파이어                                                      | O           |                             | O           |                             |                                                                                   |
| 피에스타                        | 카라 - 워너                                                        | O           |                             | O           |                             |                                                                                   |
| 피에스타                        | 도인 - 진공                                                        | X           |                             | X           |                             |                                                                                   |
| 피에스타                        | 판다 - 자아도취                                                    | O           |                             | O           |                             |                                                                                   |
| 피에스타                        | LTJ 엑스페리언스 - 노 라임 노 리즌                                 | O           |                             | O           |                             |                                                                                   |
| 피에스타                        | 에너지 프레센트 - 에이티스 팝                                      | O           |                             | O           |                             |                                                                                   |
| 피에스타                        | 반야 프로덕션 - 두 잇 -레게 스타일-                                | X           |                             | X           |                             |                                                                                   |
| 피에스타                        | 반야 프로덕션 - 제네시스                                           | O           |                             | O           |                             |                                                                                   |
| 피에스타                        | 반야 프로덕션 - 아리랑                                             | X           |                             | X           |                             |                                                                                   |
| 피에스타                        | 반야 프로덕션 - 테크 -클럽 코펜하겐-                               | O           |                             | O           |                             |                                                                                   |
| 피에스타                        | 반야 프로덕션 - 안녕 윌리엄                                        | O           |                             | O           |                             |                                                                                   |
| 피에스타                        | 반야 프로덕션 - 터키 행진곡 -미니멀 튠즈-                          | O           |                             | O           |                             |                                                                                   |
| 피에스타                        | 반야 프로덕션 - 겟 업 (앤 고)                                      | O           |                             | O           |                             |                                                                                   |
| 피에스타                        | 반야 프로덕션 - 팬텀 -인터메조-                                    | X           |                             | X           |                             |                                                                                   |
| 피에스타                        | 반야 프로덕션 - 미션 파서블 -블로우백-                             | X           |                             | X           |                             |                                                                                   |
| 피에스타                        | 반야 프로덕션 - 펌핑 점핑                                          | O           |                             | O           |                             |                                                                                   |
| 피에스타                        | 도인 - 테프리스                                                    | X           |                             | O           |                             | 1.10에서 추가                                                                     |
| 피에스타                        | 도인 - 네이팜                                                      | X           |                             | X           |                             | 1.10에서 추가                                                                     |
| 피에스타                        | 니나 파일럿츠 - 16살                                               | X           |                             | O           |                             | 1.10에서 추가                                                                     |
| 카테고리                        | 곡 제목                                                            | 피에스타    | 피에스타                    | 피에스타 EX | 피에스타 EX                 | 비고                                                                              |
| 카테고리                        | 곡 제목                                                            | 베이직 모드 | 베이직,풀 모드외에 미션 존  | 베이직 모드 | 베이직, 풀 모드외에 미션 존 | 비고                                                                              |
| 피에스타 EX                     | 쓰로다운 - 왓 해픈드                                               | X           | X                           | X           |                             | 피에스타EX의 신곡                                                                 |
| 피에스타 EX                     | 생션7 - 가고일                                                     | X           | X                           | X           |                             | 피에스타EX의 신곡                                                                 |
| 피에스타 EX                     | DM 아슈라 - 알레그로 콘 뿌오코                                     | X           | X                           | O           |                             | 피에스타EX의 신곡                                                                 |
| 피에스타 EX                     | DM 아슈라 - X-레이브                                               | X           | X                           | X           |                             | 피에스타EX의 신곡, 1.30에서 추가                                                  |
| 피에스타 EX                     | 보스피 - 스멜스 라이크 어 초콜렛                                   | X           | X                           | X           |                             | 피에스타EX의 신곡, 1.30에서 추가                                                  |
| 피에스타 EX                     | 지르콘 - 네크로맨시                                                | X           | X                           | X           |                             | 피에스타EX의 신곡, 1.20에서 추가                                                  |
| 피에스타 EX                     | DM 아슈라 핏. MC 제이 & 베로니카 - 레이브 언틸 더 나이트 이스 오버 | X           | X                           | X           |                             | 피에스타EX의 신곡, 1.10에서 추가                                                  |
| 피에스타 EX                     | 도인 - 클리너                                                      | X           | X                           | X           |                             | 피에스타EX의 신곡                                                                 |
| 피에스타 EX                     | 도인 - 인터퍼런스                                                  | X           | X                           | X           |                             | 피에스타EX의 신곡                                                                 |
| 피에스타 EX                     | SHK - 리얼리티                                                     | X           | X                           | O           |                             | 피에스타EX의 신곡                                                                 |
| 피에스타 EX                     | SHK - 테이크 아웃                                                  | X           | X                           | O           |                             | 피에스타EX의 신곡                                                                 |
| 피에스타 EX                     | 맥스 & 로리체슬 (시드-사운드) - 버터 플라이                        | X           | X                           | O           |                             | 피에스타EX의 신곡                                                                 |
| 피에스타 EX                     | 맥스 - 오버블로우                                                  | X           | X                           | O           |                             | 피에스타EX의 신곡                                                                 |
| 피에스타 EX                     | 맥스 - 위 갓 2 노우                                                | X           | X                           | O           |                             | 피에스타EX의 신곡                                                                 |
| 피에스타 EX                     | 시크릿 - 매직                                                      | X           | X                           | O           |                             | 피에스타EX의 신곡                                                                 |
| 피에스타 EX                     | 4미닛 - 핫 이슈                                                    | X           | X                           | O           |                             | 피에스타EX의 신곡                                                                 |
| 피에스타 EX                     | 오렌지 캬라멜 - 마법소녀                                           | X           | X                           | O           |                             | 피에스타EX의 신곡                                                                 |
| 피에스타 EX                     | 샤이니 - 링 딩 동                                                  | X           | X                           | O           |                             | 피에스타EX의 신곡, 한국판 제외곡                                                  |
| 피에스타 EX                     | 비스트 - 쇼크                                                      | X           | X                           | O           |                             | 피에스타EX의 신곡                                                                 |
| 피에스타 EX                     | 빅 뱅 - 마지막 인사                                                | X           | X                           | O           |                             | 피에스타EX의 신곡                                                                 |
| 피에스타 EX                     | 노라조 - 슈퍼맨                                                    | X           | X                           | O           |                             | 피에스타EX의 신곡                                                                 |
| 피에스타 EX                     | 마이티 마우스 - 에너지                                             | X           | X                           | O           |                             | 피에스타EX의 신곡                                                                 |
| 피에스타 EX                     | 1타임 - 어머니                                                     | X           | X                           | O           |                             | 피에스타EX의 신곡                                                                 |
| 피에스타 EX                     | 배치기 - 넘버 3                                                    | X           | X                           | O           |                             | 피에스타EX의 신곡                                                                 |
| 피에스타 EX                     | 아웃사이더 - 남자답게                                              | X           | X                           | O           |                             | 피에스타EX의 신곡                                                                 |
| 피에스타 EX                     | 크래쉬 - 크래쉬데이                                                | X           | X                           | X           |                             | 피에스타EX의 신곡                                                                 |
| 피에스타 EX                     | 반야 프로덕션 - 헝가리 무곡 V                                      | X           | X                           | O           |                             | 피에스타EX의 신곡                                                                 |
| 피에스타 EX                     | 반야 프로덕션 - 마왕                                               | X           | X                           | O           |                             | 피에스타EX의 신곡                                                                 |
| 피에스타 EX                     | SHK - 네이티브                                                     | X           | X                           | X           |                             | 피에스타EX의 신곡,1.30에서 추가                                                   |
| 미션 전용                       | 포미닛 - 핫 이슈 (얼터네이트)                                      | X           | X                           | X           | ?                           | 피에스타EX의 미션 전용곡                                                          |
| 미션 전용                       | A.V - 야근                                                         | X           | X                           | X           | ?                           | 피에스타EX의 미션 전용곡, XX 2.06.0에서 정식곡으로 승격                           |
| 피에스타EX                      | V.A - 파반느                                                       | X           | X                           | X           |                             | 피에스타EX의 신곡, 1.30에서 정식곡으로 승격                                       |
| 피에스타EX                      | 도인 - 잣                                                          | X           | X                           | X           |                             | 피에스타EX의 신곡,1.50에서 정식곡으로 승격                                        |
| 피에스타EX                      | 도인 - ㅁㄴㅇㄹ                                                    | X           | X                           | X           |                             | 피에스타EX의 신곡,1.50에서 정식곡으로 승격                                        |
| 미션 전용                       | 빅 뱅 - 마지막 인사 (얼터네이트)                                   | X           | X                           | X           | ?                           | 피에스타EX의 미션 전용곡                                                          |
| 미션 전용                       | 도인 - 말씀                                                        | X           | X                           | X           | ?                           | 피에스타EX의 미션 전용곡                                                          |
| 미션 전용                       | 마이티 마우스 - 에너지 (얼터네이트)                                | X           | X                           | X           | ?                           | 피에스타EX의 미션 전용곡                                                          |
| 미션 전용                       | 보스피 - 스멜스 라이크 어 초콜렛 (엔딩)                            | X           | X                           | X           | ?                           | 피에스타EX의 미션 전용곡                                                          |
| 피에스타EX                      | 맥스 & 서량 (시드-사운드) - 조나단의 꿈                            | X           | X                           | X           |                             | 피에스타EX의 신곡, 1.50에서 추가                                                  |
| 베이직 모드 전용                | 어피니티 - 모노리스                                                | X           | X                           | O           |                             | 피에스타EX의 신곡, 1.50에서 추가, 베이직 모드 전용곡                              |
| 베이직 모드 전용                | 코코넛 - 레이디버그                                                | X           | X                           | O           |                             | 피에스타EX의 신곡, 1.50에서 추가, 베이직 모드 전용곡                              |
| 베이직 모드 전용                | 인스펙터 K - 버츄얼 이모션                                         | X           | X                           | O           |                             | 피에스타EX의 신곡, 1.50에서 추가, 베이직 모드 전용곡                              |
| 베이직 모드 전용                | 쿠리-질 - 힐 앤 토                                                 | X           | X                           | O           |                             | 피에스타EX의 신곡, 1.50에서 추가, 베이직 모드 전용곡                              |
| 베이직 모드 전용                | 셀드웰러 - 스위치백                                                | X           | X                           | O           |                             | 피에스타EX의 신곡,1.50에서 추가, 베이직 모드 전용곡                               |
| 베이직 모드 전용                | 디클로니우스 - 하드코어 오브 더 노스                               | X           | X                           | O           |                             | 피에스타EX의 신곡,1.50에서 추가, 베이직 모드 전용곡                               |
| 베이직 모드 전용                | 퓨처 펑크 스쿼드 - 리핀' 잇 업                                     | X           | X                           | O           |                             | 피에스타EX의 신곡,1.50에서 추가, 베이직 모드 전용곡                               |
| 베이직 모드 전용                | 하이-G - 트라이브 어태커                                           | X           | X                           | O           |                             | 피에스타EX의 신곡,1.50에서 추가, 베이직 모드 전용곡                               |
| 베이직 모드 전용                | 럭키 프린세스 - 데드비트 보이프렌드                                | X           | X                           | O           |                             | 피에스타EX의 신곡, 1.50에서 추가, 베이직 모드 전용곡, 저작권 문제로 1.51에서 삭제 |
| 베이직 모드 전용                | 생션7 - 레인스파크                                                 | X           | X                           | O           |                             | 피에스타EX의 신곡, 1.50에서 추가, 베이직 모드 전용곡                              |
| 베이직 모드 전용                | 스티안 K - 비 얼라이브 (라반 잉크. 믹스)                           | X           | X                           | O           |                             | 피에스타EX의 신곡, 1.50에서 추가, 베이직 모드 전용곡                              |
| 베이직 모드 전용                | 지르콘 - 스타 커맨드                                               | X           | X                           | O           |                             | 피에스타EX의 신곡, 1.50에서 추가, 베이직 모드 전용곡                              |
| 카테고리                        | 곡 제목                                                            | 피에스타    | 피에스타                    | 피에스타 EX | 피에스타 EX                 | 비고                                                                              |

- 4미닛의 핫 이슈 더블 26은 패치에서 추가 예정이었으나 도인의 펌프 클래식 풀 믹스의 취소 영향으로 국내 라이센스 샘플링 문제로 취소되었다. 하지만 인피니티에서도 패치 추가되어 있다.

### 풀 송
| 카테고리            | 곡 제목                              | 비고                           |
| ------------------- | ------------------------------------ | ------------------------------ |
| 익시드 익시드2 제로 | 크래쉬 - 디그니티 풀 리믹스          |                                |
| 익시드 익시드2 제로 | 반야 - 캐논-D 풀 송 믹스             |                                |
| NX NX2              | 이 얍 - 러브 이스 어 데인저 존 pt. 2 |                                |
| NX NX2              | 이 얍 - 비트 오브 더 워 2            |                                |
| 미션전용            | 반야 프로덕션 - 기타 맨 풀 ver.      | 미션 전용                      |
| NX NX2              | 에픽 하이 - 플라이                   |                                |
| 피에스타            | 솜2 - 예지몽                         | 피에스타부터 정식곡 승격       |
| 미션전용            | 스푸키 바나나 - 소방관 아저씨        | 미션 전용                      |
| NXA                 | 헤드 트립 - 비트 # 넘버 4 풀 송      |                                |
| NXA                 | 이 얍 - 젓가락 변주곡 풀 송          |                                |
| NXA                 | 빅 뱅 - 라라라 풀 송                 |                                |
| NXA                 | 빅 메트라 - 붉은 손수건 풀 송        |                                |
| NXA                 | 판다 - 잘가 내 사랑 풀 송            |                                |
| NXA                 | DJ 미실 - 포워드 풀 송               |                                |
| NXA                 | 45RPM ft. ms군 - 살짝쿵 풀 송        |                                |
| NXA                 | 니나 파일럿츠 - 나완 상관없어 풀 송  |                                |
| NXA                 | 빅 메트라 - 잠깐이면 돼 풀 송        |                                |
| NXA                 | JTL - 엔터 더 드래곤 풀 송           |                                |
| 카테고리            | 곡 제목                              | 비고                           |
| 피에스타            | 판다 - 자아도취                      |                                |
| 피에스타            | 바세린 - 돈 오브 더 아포칼립스       |                                |
| 피에스타            | 2NE1 - 파이어                        |                                |
| 피에스타            | 카라 - 워너                          |                                |
| 피에스타EX          | 도인 - 인터퍼런스                    | 피에스타EX 신곡, 1.40에서 추가 |
| 피에스타EX          | 오렌지 캬라멜 - 마법소녀             | 피에스타EX 신곡                |
| 피에스타EX          | 샤이니 - 링 딩 동                    | 피에스타EX 신곡, 1.30에서 추가 |
| 피에스타EX          | 비스트 - 쇼크                        | 피에스타EX 신곡                |
| 피에스타EX          | 마이티 마우스 - 에너지               | 피에스타EX 신곡                |
| 피에스타EX          | 아웃사이더 - 남자답게                | 피에스타EX 신곡                |
| 피에스타EX          | 배치기 - 넘버 3                      | 피에스타EX 신곡                |
| 피에스타EX          | 크래쉬 - 크래쉬데이                  | 피에스타EX 신곡                |
| 피에스타EX          | 4미닛 - 핫 이슈                      | 피에스타EX 신곡, 1.30에서 추가 |
| 카테고리            | 곡 제목                              | 비고                           |

- 도인의 펌프 클래식 풀 믹스는 수록 예정이었으나 시간 문제나 저작권 문제로 취소되었다. 따라서 피에스타 EX 이후의 버전에는 영원히 등장하지 않았다.

### 리믹스
뮤직트레인 전용인 펌프 클래식 리믹스 2곡과 미션 전용인 스크림송, 야생마, 그리고 파이널 오디션 3 & 키메라를 제외하고 모두 리믹스 곡에 수록되었다.
| 카테고리                        | 곡제목                                                | 수록곡 | 비고                |
| ------------------------------- | ----------------------------------------------------- | --- | ------------------- |
| 1st 2nd 3rd O.B.G.              | 반야 - 리피토먼트 리믹스                              | 원곡 | 피에스타 EX만 수록  |
| 익시드 익시드 2 제로            | 반야 - 반야 힙합 리믹스                               | 싫어 프리 스타일 미드나잇 블루 | 전용 BGA를 사용     |
| 3rd S.E. 퍼펙트 컬렉션 엑스트라 | 반야 - 엑스트라 반야 리믹스                           | 파이널 오디션 에피소드 1 치킨 윙 | 전용 BGA는 사용불가 |
| 익시드 익시드 2 제로            | 노바소닉/크래쉬 - 노바래쉬 리믹스                     | 태양의 나라 니가 진짜로 원하는게 뭐야? | 피에스타 EX만 수록  |
| 익시드 익시드 2 제로            | 반야 - 트림 북 오브 더 워 리믹스                      | 엑스트림 부크 비트 오브 더 워 |                     |
| 익시드 익시드 2 제로            | 반야 - 반야 클래식 리믹스                             | 베토벤 바이러스 윈터 펌프 미 아마데우스 | 1.10에서 추가       |
| 익시드 익시드 2 제로            | 반야 - 러브 이스 어 데인저 존 pt. 2: 트라이 투 B.P.M. | 러브 이스 어 데인저 존 1&2 |                     |
| NX NX2                          | DJ DOC/에픽하이 - K-팝 댄스                           | 원 나잇 플라이 |                     |
| NX NX2                          | 클론/타샤니 - 그루브 파티                             | 펑키 투나잇 경고 |                     |
| NX NX2                          | 이 얍 - 위-엑-닥-바                                   | 위치 닥터 엑스트라바간자 |                     |
| NX NX2                          | 이 얍 - 비메라                                        | 비 키메라 |                     |
| NX NX2                          | 반야 프로덕션 - 반야-P 기타 리믹스                    | 건 락 기타 맨 비트 더 고스트 팬텀 |                     |
| NX NX2                          | 반야 프로덕션 - 머니 핑거즈                           | 머니 몽키 핑거즈 |                     |
| 미션 전용                       | 이 얍 - 파이널 오디션 3 & 키메라 리믹스               | 파이널 오디션 3 키메라 | 미션 전용           |
| 미션 전용                       | 이 얍 - 야생마                                        | 펌트리스 8비트 ver. 캐논-D | 미션 전용           |
| NXA                             | 45RPM/은지원 - 45RPM & 은지원 믹스                    | 살짝쿵 아디오스 |                     |
| NXA                             | 반야 프로덕션 - 사람들은 펌핑업을 몰랐다네            | 사람들은 몰랐다네 펌핑 업 |                     |
| NXA                             | 반야 프로덕션 - 카프리스 오브 DJ 오타다               | 카프리스 오브 오타다 DJ 오타다 |                     |
| NXA                             | 반야 프로덕션 - 닥터 K.O.A.                           | 닥터. M K.O.A. -앨리스 인 원더월드- |                     |
| NXA                             | 니나/판다 파일럿츠 - 니나 판다 믹스                   | 잘가 내 사랑 나완 상관없어 |                     |
| NXA                             | 빅 메트라 - 빅 메트라 리믹스                          | 잠깐이면 돼 붉은 손수건 |                     |
| NXA                             | 노바소닉 - 노바소닉 믹스 Ver.3                        | 또다른 진심 슬램 |                     |
| NXA                             | 반야 프로덕션 - 터키 바이러스                         | 터키 행진곡 베토벤 바이러스 |                     |
| NXA                             | ms군- ms군 리믹스 파트 1                              | 반야 프로덕션의 잼 O 비트 헤드 트립의 비트 샵 넘버 4 |                     |
| NXA                             | ms군- ms군 리믹스 파트 3                              | 반야의 윈터 베토벤 바이러스 |                     |
| 미션 전용                       | ms군 - 스크림 송                                      | 반야 프로덕션의 잼 O 비트 머니 몽키 핑거즈 2 | 미션 전용           |
| 카테고리                        | 곡제목                                                | 수록곡 | 비고                |
| 피에스타                        | 반야 프로덕션 - B.P 클래식 리믹스 1                   | 안녕 윌리엄 겟 업 (앤 고) 제네시스 |                     |
| 피에스타                        | 반야 프로덕션 - K-팝 믹스 (올드&뉴)                   | 코요테의 순정 듀크의 스타리안 유니의 가 |                     |
| 피에스타                        | 반야 프로덕션 - 파파 헬로이징                         | 파파 곤잘레스 헬로 블레이징 |                     |
| 피에스타                        | 반야 프로덕션 - B.P 클래식 리믹스 2                   | 제네시스 우편마차 월광 |                     |
| 피에스타                        | 반야 프로덕션 - 하드코어 락 믹스                      | 크래쉬의 디그니티 바세린의 돈 오브 더 아포칼립스 |                     |
| 피에스타                        | 반야 프로덕션 - 프로 팝 믹스                          | 지그재그의 에너자이저 소닉 디멘션의 챱스틱스 |                     |
| 피에스타                        | 반야 프로덕션 - 셋 업 미2 믹스                        | 셋 미 업 댄스 위드 미 |                     |
| 피에스타                        | ms군 - ms군 리믹스 파트 5                             | 반야의 탑 시티 마리아 펌프 점프 반야 프로덕션의 토카타 |                     |
| 피에스타                        | ms군 - ms군 리믹스 파트 6                             | 맥스의 U 갓 2 노우 SHK의 데스티네이션 |                     |
| 피에스타                        | ms군 - ms군 리믹스 파트 7                             | 하우스 룰즈의 두 잇 바나나 걸의 초콜렛 |                     |
| 피에스타                        | ms군 - 히스토리: 우리는 열정이다                      | JTL의 엔터 더 드래곤 듀스의 우리는 타샤니의 경고 U'투의 자책 | 최장 리믹스곡.      |
| 피에스타                        | ms군 - 펌프 잇 업 위드 유                             | OBG 오프닝 (/PC 오프닝) NX2 오프닝 익시드2 오프닝 프렉스3 오프닝 제로 오프닝 리버스 오프닝 익시드 오프닝 NX 오프닝                                                       |                     |
| 피에스타EX                      | 시크릿/오렌지 캬라멜/4미닛/2NE1 - K-팝 걸 그룹 리믹스 | 매직 마법소녀 핫 이슈 파이어 | 피에스타EX 신곡     |
| 피에스타EX                      | 비스트/빅뱅/샤이니 - K-팝 보이 그룹 리믹스            | 쇼크 마지막 인사 링 딩 동 | 피에스타EX 신곡     |
| 피에스타EX                      | 도인 - 진공 청소기                                    | 진공 클리너 | 피에스타EX 신곡     |
| 피에스타EX                      | 맥스 - 에브리바디 갓 2 노우                           | U 갓 2 노우 위 갓 2 노우 | 피에스타EX 신곡     |
| 뮤직트레인 전용                 | 도인 - 펌프 클래식 리믹스 A                           | 팬텀 마리아 미운 오리새끼 닥터. M 헝가리안 무곡 V 토카타 터키 행진곡 히글디 피글디 K.O.A. -앨리스 인 원더월드- 소서리스 엘리제 비 카프리스 오브 오타다 캐논-D 풀 송 믹스 | 뮤직트레인 전용     |
| 뮤직트레인 전용                 | 도인 - 펌프 클래식 리믹스 B                           | 패스터 Z 베토벤 바이러스 윈터 펌프 미 아마데우스 DJ 오타다 월광 우편마차 겟 업 키메라 마왕                                                                               | 뮤직트레인 전용     |
| 카테고리                        | 곡제목                                                | 수록곡 | 비고                |

### 숏 컷
| 카테고리    | 곡제목                                      | 비고                          |
| ----------- | ------------------------------------------- | ----------------------------- |
| 피에스타    | 반야 - 익시드2 오프닝(無言歌 RAW딩중...)    | 익시드2의 이벤트 전용곡       |
| 피에스타    | 반야 - 파이널 오디션 2                      |                               |
| 피에스타    | 반야 - 파이널 오디션 3                      |                               |
| 피에스타    | 이 얍 - 파이널 오디션 에피소드 2-X          |                               |
| 피에스타    | 반야 - 러브 이스 어 데인저 존               |                               |
| 피에스타    | 반야 - 러브 이스 어 데인저 존 pt. 2         |                               |
| 피에스타    | 반야 - 엑스트라바간자                       |                               |
| 피에스타    | 반야 - 치킨 윙                              |                               |
| 피에스타    | 반야 - 윈터                                 |                               |
| 피에스타    | 반야 - 무혼 2                               |                               |
| 피에스타    | 반야 - 월광                                 |                               |
| 피에스타    | 반야 - 위치 닥터                            |                               |
| 피에스타    | 이 얍 - NX 오프닝                           |                               |
| 피에스타    | 반야 프로덕션 - K.O.A. -앨리스 인 원더월드- |                               |
| 피에스타    | 이 얍 - 비메라                              |                               |
| 피에스타    | 이 얍 - 펌트리스 8Bit ver.                  |                               |
| 피에스타    | SHK - 데스티네이션                          |                               |
| 피에스타    | 판다 - 잘가 내 사랑                         |                               |
| 피에스타 EX | 도인 - 트롯프리스                           | 피에스타EX의 신곡, 숏 컷 전용 |
| 피에스타 EX | 도인 - 클리너                               | 피에스타EX의 신곡             |
| 피에스타 EX | SHK - 테이크 아웃                           | 피에스타EX의 신곡             |
| 피에스타 EX | 맥스 - 오버블로우                           | 피에스타EX의 신곡             |
| 피에스타 EX | DM 아슈라 - X-레이브                        | 피에스타EX의 신곡             |
| 카테고리    | 곡제목                                      | 비고                          |

- 반야의 익시드2 오프닝(無言歌 RAW딩중...)은 익시드2의 리믹스 스테이션에서 1, 2스테이지를 크레이지 모드로 S판정이 나오면 無言歌 RAW딩중...(인트로)이 등장하는 이벤트 전용 곡이었다. 숏 컷 모드의 탄생과 함께 피에스타에서 복귀하여 "피에스타"채널의 곡으로 설정하고 있다.
- 반야의 윈터는 싱글 곡을 그대로 편집하지 않고 원곡의 중반부인 비발디의 사계-겨울 2악장만 편집하였다.

### 스킬 업 존 전용곡
싱글 곡 시간 기준에 리믹스로 편집한 곡이다. 스킬 업 존 곡들은 모두 펌프잇업의 제작가들이 리믹스한 곡으로 오리지널 곡으로 설정하였다.
| 곡제목                             | 수록곡                                                                                   |
| ---------------------------------- | ---------------------------------------------------------------------------------------- |
| 반야 프로덕션 - 겟 업 (앤 고)      | 반야 프로덕션 겟 업 (앤 고) 스피드업                                                     |
| 도인 - 데인저 존 트윈스            | 반야의 러브 이스 어 데인저 존 pt. 2                                                      |
| 도인 - 홀스 믹스                   | 반야의 윈터 펌프 미 아마데우스 반야 프로덕션의 안녕 윌리엄                               |
| 도인 - 위치 코어                   | 바세린의 돈 오브 더 아포칼립스 크래쉬의 디그니티 반야의 위치 닥터                        |
| 도인 - B.P.M. 콜렉션 3 (펌트리스)  | 이 얍의 펌트리스 꽈트로 8비트 Ver.                                                       |
| 맥스 - 몽키-랑                     | 반야 프로덕션의 아리랑 반야의 몽키 핑거즈                                                |
| 도인 - 위메라                      | 이 얍의 위-엑-닥-바 비메라                                                               |
| 맥스 - 트래토 X4                   | 빅메트라의 잠깐이면 돼 편곡                                                              |
| 도인 - 무혼 엘리제                 | 이 얍의 무혼 1.5 소서리스 엘리제                                                         |
| 도인 - 터키 믹스                   | 반야의 터키 행진곡 반야 프로덕션의 터키 행진곡 -미니멀 튠즈-                             |
| 도인 - 비트림 오브 더 위스프       | 반야의 트림 북 오브 더 워 비트 오브 더 워 2 윌 O' 더 위스프                              |
| 맥스 - 펌핑 잼                     | 반야 프로덕션의 펌핑 점핑 잼 O 비트                                                      |
| 도인 - 4-X                         | 이 얍의 파이널 오디션 에피소드 2-X 편곡                                                  |
| 도인 - 치킨 닥터                   | 반야의 위치 닥터 치킨 윙                                                                 |
| 도인 - 캐논 X 트리                 | 이 얍의 캐논 X.1 X-트리                                                                  |
| 도인 - DJ. 문                      | 반야 프로덕션의 DJ 오타다 반야의 월광                                                    |
| SHK - KM 팝 믹스                   | 젝스키스의 컴 백 니나 파일럿츠의 나완 상관없어 판다의 자아도취                           |
| 도인 - 파이널 댄저 스틱스          | 이 얍의 젓가락 변주곡 반야의 파이널 오디션 러브 이스 어 데인저 존                        |
| 도인 - 토.잼.파                    | 반야 프로덕션의 토카타 잼 O 비트 반야의 파이널 오디션 3                                  |
| 도인 - B.P.M. 콜렉션 2 (무혼)      | 반야의 무혼 2 이 얍의 무혼 1.5                                                           |
| 도인 - 아마데우스트림              | 반야의 엑스트림 펌프 미 아마데우스                                                       |
| 도인 - B.P.M. 콜렉션 1 (오디션)    | 반야의 파이널 오디션 2 3                                                                 |
| 도인 - 펌스터 존 2-1               | 이 얍의 펌트리스 꽈트로 패스터 Z 러브 이스 어 데인저 존 pt. 2 파이널 오디션 에피소드 2-1 |
| 도인 - 하메라                      | 크래쉬의 디그니티 바세린의 돈 오브 더 아포칼립스 이 얍의 키메라                          |
| 도인 - 비-메라                     | 반야의 비 이 얍의 키메라                                                                 |
| SHK - 월드 팝 믹스                 | 45RPM의 살짝쿵 노바소닉의 또다른 진심 지그재그의 에너자이저                              |
| 도인 - 라디메라                    | 반야의 미스터 라푸스 크래쉬의 디그니티 이 얍의 비메라                                    |
| 도인 - B.P.M. 콜렉션 4 (etc. 믹스) | 반야의 파이널 오디션 2 3 무혼                                                            |
| 곡제목                             | 수록곡                                                                                   |

## 뮤직 트레인 목록
뮤직 트레인은 피에스타로부터 시작하는 모드로 4곡을 플레이 하는 모드이다. EZ2DJ의 라디오 믹스와 같은 방식이다.
| 뮤직 트레인 목록    | 뮤직 트레인 목록             | 뮤직 트레인 목록 | 뮤직 트레인 목록                                                            |
| 버전                | 트레인                       | 곡 목록 | 싱글/더블                                                                   |
| ------------------- | ---------------------------- | --- | --------------------------------------------------------------------------- |
| 피에스타            | You Spin Me                  | - 이얍의 펌트리스 콰트로 - 반야의 엑스트라바간자 - 반야의 베토벤 바이러스 - 반야의 위치 닥터 | - 어나더 싱글 10 - 어나더 싱글 16 - 어나더 싱글 17 - 어나더 싱글 19         |
| 피에스타            | B.P.M. Collections           | - 이 얍의 B.P.M. 콜렉션 1 (파이널 오디션) - 이 얍의 B.P.M. 콜렉션 2 (무혼) - 이 얍의 B.P.M. 콜렉션 3 (펌트리스) - 이 얍의 B.P.M. 콜렉션 4 (etc. 믹스) | - 싱글 15 - 싱글 18 - 싱글 19 - 싱글 17                                     |
| 피에스타            | The Famous Classics Hards    | - 반야의 베토벤 바이러스 - 반야의 윈터 - 반야의 펌프 미 아마데우스 - 이얍의 소서리스 엘리제 | - 싱글 07 - 싱글 08 - 싱글 09 - 싱글 10                                     |
| 피에스타            | The Memorial Crazies         | - 타샤니의 경고 - 젝스키스의 뫼비우스의 띠 - 노바소닉의 또다른 진심 - 젝스키스의 컴백 | - 싱글 10 - 싱글 12 - 싱글 15 - 싱글 15                                     |
| 피에스타            | Novarain                     | - 노바소닉의 태양의 나라 - 노바소닉의 증오 - 노바소닉의 뛰어봐! - 노바소닉의 슬램 | - 싱글 11 - 싱글 13 - 싱글 15 - 싱글 17                                     |
| 피에스타            | The Episode Series           | - 반야의 파이널 오디션 에비소드 1 - 이얍의 파이널 오디션 에비소드 2-1 - 이얍의 파이널 오디션 에비소드 2-2 - 이얍의 파이널 오디션 에피소드 2-X | - 어나더 싱글 13 - 어나더 싱글 19 - 어나더 싱글 21 - 싱글 23                |
| 피에스타            | Do It Hip Hop Style          | - 빅메트라의 붉은 손수건 - 다이나믹 듀오의 신나 - 에픽하이의 플라이 - 드렁큰 타이거의 굿 라이프 | - 싱글 10 - 싱글 14 - 싱글 14 - 싱글 15                                     |
| 피에스타            | Tricky                       | - 2NE1의 파이어 - 반야의 컴 투 미 - 샘-I-앰의 업락 - 반야의 미스'S 스토리 | - 싱글 15 - 어나더 싱글 15 - 싱글 17 - 싱글 18                              |
| 피에스타            | The Girl's Train             | - 2NE1의 파이어 - 솜이의 예지몽 - 베이비 복스의 우연 - 카라의 워너 | - 싱글 08 - 싱글 13 - 싱글 15 - 싱글 16                                     |
| 피에스타            | Mezzo Forte                  | - 숏 컷: 반야의 엑스트라바간자 - 숏 컷: 반야의 윈터 - 숏 컷: 반야의 월광 - 숏 컷: 반야의 위치 닥터 - 숏 컷: 반야의 치킨 윙 - 숏 컷: 이 얍의 비메라 | - 싱글 14 - 싱글 16 - 싱글 17 - 싱글 20 - 싱글 20 - 싱글 21                 |
| 피에스타            | es and c. Collection         | - 숏 컷: SHK의 데스티네이션 - 숏 컷: 이 얍의 펌트리스 8비트 ver. - 숏 컷: 반야의 파이널 오디션 3 - 숏 컷: 반야의 무혼 2 - 숏 컷: 판다의 잘가 내 사랑 - 숏 컷: 반야의 러브 이스 어 데인저 존 | - 싱글 15 - 싱글 16 - 싱글 16 - 싱글 17 - 싱글 17 - 싱글 19                 |
| 피에스타            | msgoon series                | - ms군의 ms군 리믹스 파트 5 - ms군의 ms군 리믹스 파트 7 - ms군의 ms군 리믹스 파트 6 | - 싱글 17 - 싱글 17 - 싱글 20                                               |
| 피에스타            | Notorious Nightmares         | - 이 얍의 X-트리 - 반야 프로덕션의 팬톰 -인터메조- - 반야 프로덕션의 제네시스 - 이 얍의 소서리스 엘리제 | - 더블 15 - 더블 20 - 더블 17 - 더블 24                                     |
| 피에스타            | Shocking Shortcut NM         | - 숏 컷: 반야의 파이널 오디션 2 - 숏 컷: 반야 프로덕션의 K.O.A. -앨리스 인 원더월드- - 숏 컷: 반야의 러브 이스 어 데인저 존 pt. 2 - 숏 컷: 반야의 윈터 - 숏 컷: SHK의 데스티네이션 - 숏 컷: 이 얍의 펌트리스 8비트 ver. | - 더블 17 - 더블 18 - 더블 19 - 더블 20 - 더블 20 - 더블 22                 |
| 피에스타 (v1.10)    | Wanna's Train                | - 카라의 워너 - 카라의 워너 - 카라의 워너 - 카라의 워너 - 카라의 워너 | - 싱글 11 - 싱글 12 - 싱글 13 - 싱글 14 - 싱글 15                           |
| 피에스타 (v1.10)    | esc. Station                 | - 무가당의 노세 놀아보세 - 드렁큰 타이거의 굿 라이프 - 반야 프로덕션의 안녕 윌리엄 - 이 얍의 키메라 | - 싱글 15 - 싱글 16 - 싱글 17 - 싱글 20                                     |
| 피에스타 (v1.10)    | H&H Station                  | - 룰라의 날개 잃은 천사 - 터보의 트위스트 킹 - 렉시의 하늘위로 - 반야 프로덕션의 테크 -클럽 코펜하겐- | - 싱글 12 - 싱글 15 - 싱글 16 - 싱글 17                                     |
| 피에스타 (v1.10)    | Mix Station                  | - 코요테의 순정 - 반야의 스트리트 쇼 다운 - 에너지 프레센트의 에이티스 팝 - SHK의 데스티네이션 | - 싱글 14 - 싱글 17 - 싱글 18 - 싱글 19                                     |
| 피에스타 (v1.20)    | The Historic Classic Remix A | - 반야의 팬텀 - 반야의 마리아 - 반야 프로덕션의 미운오리새끼 - 반야의 닥터. M - 반야 프로덕션의 헝가리 무곡 V - 반야 프로덕션의 토카타 - 반야의 터키 행진곡 - 반야 프로덕션의 히글디 피글디 - 반야 프로덕션의 K.O.A. -앨리스 인 원더월드- - 이 얍의 소서리스 엘리제 - 반야의 비 - 반야 프로덕션의 카프리스 오브 오타다 - 반야의 캐논-D 풀송 믹스 | - 싱글 19                                                                   |
| 피에스타 (v1.20)    | The Historic Classic Remix B | - 이 얍의 패스터 Z - 반야의 베토벤 바이러스 - 반야의 윈터 - 반야의 펌프 미 아마데우스 - 반야 프로덕션의 DJ 오타다 - 반야의 월광 - 반야의 우편마차 - 반야의 겟 업 - 이 얍의 키메라 - 반야 프로덕션의 마왕 | - 싱글 15                                                                   |
| 피에스타 EX         | Beep Station                 | - 비스트의 쇼크 - 맥스의 위 갓 2 노우 - 맥스의 U 갓 2 노우 - 맥스의 위 갓 2 노우 | - 싱글 14 - 싱글 18 - 싱글 19 - 싱글 20                                     |
| 피에스타 EX         | Windforce Train              | - 쓰로다운의 왓 해픈드 - 도인의 진공 - 빅뱅의 라라라 - 도인의 클리너 | - 싱글 20 - 싱글 23 - 싱글 10 - 싱글 23                                     |
| 피에스타 EX         | J.K.D. Station               | - DM 아슈라의 알레그로 콘 뿌오코 - 빅뱅의 마지막 인사 - SHK의 테이크 아웃 - 오렌지 캬라멜의 마법소녀 | - 더블 18 - 더블 14 - 더블 22 - 더블 21                                     |
| 피에스타 EX         | Ahgoo's World                | - 나몰라 패밀리의 너만 볼래 - 에픽하이의 플라이 - 생션7의 가고일 - SHK의 리얼리티 | - 싱글 12 - 싱글 14 - 싱글 18 - 싱글 17                                     |
| 피에스타 EX (v1.30) | DUO+                         | - 반야의 러브 이스 어 데인저 존 - 도인의 테프리스 - 노라조의 슈퍼맨 - 반야의 러브 이스 어 데인저 존 pt. 2 어나더 | - 더블 퍼포먼스 ?? - 더블 퍼포먼스 ?? - 더블 퍼포먼스 ?? - 더블 퍼포먼스 ?? |

## 버전별 추가

### 피에스타
1.05의 기존곡 차분 스텝 추가
- 1.맥스 - U 갓 2 노우 S17
- 2.SHK - 데스티네이션 S16
- 3.2NE1 - 파이어 S16
- 4.카라 - 워너 D17
- 5.도인 - 진공 D22
- 6.LTJ X-퍼리언스 - 노 라임 노 리슨 D20
- 7.에너지 프레센트 - 에이티스 팝 S16
- 8.반야 프로덕션 - 팬텀 -인터메조- S15

1.10의 기존곡 차분 스텝 추가
- 01.반야 - 엑스트라바간자 S07
- 02.젝스키스 - 컴 백 S04 D07
- 03.반야 - 미드나잇 블루 S12 D13
- 04.듀스 - 우리는 S04
- 05.반야 - 롤링 크리스마스 S03, 05, 08
- 06.반야 - 러브 이스 어 데인저 존 S03
- 07.반야 - D 갱 S04
- 08.반야 - 펌프 미 아마데우스 S05 D18
- 09.크래쉬 - 디그니티 S03
- 10.반야 - 러브 이스 어 데인저 존 pt.2 S04
- 11.스푸키 바나나 - 소방관 아저씨 S04
- 12.반야 프로덕션 - 투우사의 노래 D17
- 13.이 얍 - 파이널 오디션 에피소드 2-1 S04
- 14.반야 프로덕션 - 비트 더 고스트 S20
- 15.반야 프로덕션 - 카프리스 오브 오타다 S04
- 16.빅 뱅 - 라라라 S03, 05
- 17.은지원 - 아디오스 S03, 06
- 18.DJ 미실 - 포워드 S04
- 19.이정현 - 와 S02, 04
- 20.장나라 - 못된 성질 S03
- 21.반야 프로덕션 - DJ 오타다 S04
- 22.반야 프로덕션 - 토카타 S04, 07
- 23.무가당 - 노세 놀아보세 S03
- 24.SHK - 데스티네이션 S04, 07
- 25.반야 프로덕션 - 테크 -클럽 코펜하겐- S17
- 26.반야 프로덕션 - 안녕 윌리엄 S17

### 피에스타 EX
1.10의 기존곡 차분 스텝 추가
- 01.반야 - 틸 디 엔드 오브 타임 DP03
- 02.반야 - 셋 미 업 DP04
- 03.반야 - 댄스 위드 미 DP04
- 04.SHK - 데스티네이션 DP05
- 05.도인 - 진공 DP03
- 06.반야 프로덕션 - 겟 업 (앤 고) DP03
- 07.맥스 & 로리체슬 (시드-사운드) - 버터 플라이 S16
- 08.오렌지 캬라멜 - 마법소녀 S15
- 09.비스트 - 쇼크 S16
- 10.노라조 - 슈퍼맨 S16

1.20의 기존곡 차분 스텝 추가
- 01.반야 - 파이널 오디션 2 DP03
- 02.타샤니 - 경고 D13
- 03.DJ DOC - 런 투 유 S13 D14
- 04.반야 - 엠페러 SP03 DP03
- 05.반야 - 미션 파서블 S19[14]
- 06.반야 - 마이 웨이 DP04
- 07.반야 - 오이 오이 오이 SP02 DP03
- 08.반야 - 비 D19
- 09.이 얍 - 파이널 오디션 에피소드 2-X DP02
- 10.반야 프로덕션 - 카프리스 오브 DJ 오타다 D25[15]
- 11.이 얍 - 소서리스 엘리제 S15, 21
- 12.반야 프로덕션 - 아리랑 DP02
- 13.도인 - 인터퍼런스 D12 SP02 DP03
- 14.SHK - 테이크 아웃 S20
- 15.맥스 - 오버블로우 S16, 20 D18 DP03
- 16.노라조 - 슈퍼맨 SP01
- 17.아웃사이더 - 남자답게 DP03
- 18.크래쉬 - 크래쉬데이 S24
- 19.생션7 - 가고일 SP02
- 20.DM 아슈라 - 알레그로 콘 뿌오코 SP01
- 21.반야 프로덕션 - 헝가리 무곡 V SP02

1.30의 기존곡 차분 스텝 추가
- 01.반야 - 악몽 D13
- 02.반야 - 펌핑 업 S12
- 03.듀스 - 우리는 DP04
- 04.반야 - 무혼 DP05
- 05.반야 - 베토벤 바이러스 DP03
- 06.U'투 - 자책 S11
- 07.반야 - 윈터 D17
- 08.반야 - 오이 오이 오이 S13 D13
- 09.반야 - 위 윌 밋 어게인 S14
- 10.반야 - 셋 미 업 S13
- 11.반야 - 댄스 위드 미 S14 D15
- 12.크래쉬 - 디그니티 D18
- 13.반야 프로덕션 - 2006 사랑가 S15
- 14.이 얍 - 패스터 Z D23
- 15.45RPM - 살짝쿵 D14
- 16.기프티드 - 크레이지 DP03
- 17.이 얍 - X-트리 SP02 DP03
- 18.반야 프로덕션 - 제네시스 SP01
- 19.도인 - 클리너 D26
- 20.SHK - 테이크 아웃 D23
- 21.맥스 - 위 갓 2 노우 DP??
- 22.4미닛 - 핫 이슈 S16 D15
- 23.오렌지 캬라멜 - 마법소녀 D16
- 24.노라조 - 슈퍼맨 D23
- 25.쓰로다운 - 왓 해픈드 D23
- 26.생션7 - 가고일 D23
- 27.DM 아슈라 - 알레그로 콘 뿌오코 D23
- 28.지르콘 - 네크로맨시 D24 SP02 DP03
- 29.도인 - 트롯프리스 [숏 컷] S14

1.40의 기존곡 차분 스텝 추가
- 1.클론 - 펑키 투나잇 D14
- 2.반야 - X-트림 S18
- 3.반야 프로덕션 - 헝가리 무곡 V S18
- 4.도인 - 클리너 [숏 컷] D20

1.50의 기존곡 차분 스텝 추가
- 01.노바소닉 - 또다른 진심 S08
- 02.반야 - 파이널 오디션 S02, 06, 09
- 03.반야 - 엑스트라바간자 S04
- 04.젝스키스 - 컴 백 S08
- 05.젝스키스 - 뫼비우스의 띠 S02
- 06.반야 - 테크노 리피토먼트 리믹스 S19
- 07.반야 - 파이널 오디션 2 S04, 07
- 08.반야 - 태동 S04, 08
- 09.반야 - 터키 행진곡 S03
- 10.반야 - 프리스타일 S13
- 11.듀스 - 우리는 S02
- 12.반야 - 사랑가 S01, 13
- 13.반야 - 무혼 S02, 04, 08
- 14.반야 - 미스터 라푸스 S03
- 15.DJ DOC - 런 투 유 S02, 07
- 16.반야 - N D16
- 17.노바소닉 - 슬램 S09
- 18.반야 - 치킨 윙 S04, 06, 09 D17
- 19.반야 - 파이널 오디션 에피소드 1 S04, 07
- 20.반야 - 닥터. M S09
- 21.반야 - 엠페러 S02, 08
- 22.반야 - 러브 이스 어 데인저 존 S10
- 23.반야 - 마이 웨이 S03, 08
- 24.반야 - 윌 O' 더 위스프 S03
- 25.반야 - 오이 오이 오이 S04
- 26.반야 - 셋 미 업 S02, 04, 06
- 27.반야 - 댄스 위드 미 S02, 04, 06
- 28.반야 - 부크 S04, 07
- 29.반야 - 비 S07, 10
- 30.반야 - 비트 오브 더 워 S03, 09
- 31.반야 - 컴 투 미 S04
- 32.반야 - 파이널 오디션 3 U.F. S02, 05, 09
- 33.반야 - 블레이징 S09
- 34.반야 - 펌프 미 아마데우스 S03
- 35.반야 - X-트림 S04, 07
- 36.왁스 - 내게 남은 사랑을 다 줄게 S02
- 37.반야 - J 봉 S03, 08
- 38.반야 - 하이-바이 S05
- 39.반야 - 무혼 2 S04, 08
- 40.반야 - 캐논-D S09
- 41.반야 - 비트 오브 더 워 2 S04, 06
- 42.반야 - 월광 S04
- 43.반야 - 위치 닥터 S04, 06, 10
- 44.반야 - 러브 이스 어 데인저 존 pt. 2 S09
- 45.반야 - 팬텀 S02, 07
- 46.반야 - 파파 곤잘레스 S04, 08
- 47.JTL - 엔터 더 드래곤 S08
- 48.이 얍 - 위치 닥터 #1 S02, 05, 08
- 49.이 얍 - 아크 오브 다크니스 S02, 05
- 50.반야 프로덕션 - 투우사의 노래 S04
- 51.반야 프로덕션 - 미운 오리새끼 S03, 05, 09
- 52.반야 프로덕션 - 카프리스 오브 오타다 S06
- 53.반야 프로덕션 - 히글디 피글디 S09
- 54.엘피스 - 댄스 바이브레이션스 S04
- 55.지그재그 - 에너자이저 S04, 07
- 56.이 얍 - 블레이즈 이모션 S03, 06, 09
- 57.이 얍 - 캐논 X.1 S07
- 58.빅 뱅 - 라라라 S01
- 59.은지원 - 아디오스 S01
- 60.DJ 미실 - 포워드 S02
- 61.기프티드 - 크레이지 S02, 04, 08
- 62.니나 파일럿츠 - 나완 상관없어 S04, 07, 09
- 63.반야 프로덕션 - DJ 오타다 S06
- 64.반야 프로덕션 - K.O.A. -앨리스 인 원더월드- S02
- 65.이 얍 - 파이널 오디션 에피소드 2-X S03, 05
- 67.이 얍 - 펌트리스 8비트 ver. S03, 05, 08
- 68.이 얍 - X-트리 S03
- 69.ms군 - 사랑가 -2막- D15
- 70.베이비 복스 - 우연 S05
- 71.맥스 - U 갓 2 노우 S02, 07, 08
- 72.터보 - 트위스트 킹 S10
- 73.2NE1 - 파이어 D14
- 74.판다 - 자아도취 S03
- 75.LTJ X-퍼리언스 - 노 라임 노 리슨 S08
- 76.에너지 프레센트 - 에이티스 팝 S08
- 77.반야 프로덕션 - 팬텀 -인터메조- S03, 07
- 78.도인 - 클리너 S04, 07, 12
- 79.SHK - 리얼리티 S08
- 80.맥스 & 로리체슬 (시드-사운드) - 버터 플라이 S08
- 81.맥스 - 위 갓 2 노우 S01
- 82.비스트 - 쇼크 S08
- 83.빅 뱅 - 마지막 인사 S08
- 84.배치기 - 넘버 3 S09
- 85.아웃사이더 - 남자답게 S04
- 86.크래쉬 - 크래쉬데이 S04, 06, 11
- 87.쓰로다운 - 왓 해픈드 S03, 07, 12
- 88.생션7 - 가고일 S04, 07
- 89.반야 프로덕션 - 마왕 S04
- 90.SHK - 네이티브 S03, 05
- 91.보스피 - 스멜스 라이크 어 초콜렛 S04, 06
- 92.지르콘 - 네크로맨시 S04, 07
- 93.크래쉬 - 크래쉬데이 [풀 송] D22
- 94.DM 아슈라 핏. MC 제이 & 베로니카 - 레이브 언틸 더 나이트 이스 오버 S02

## 이전 버전과 다음 버전
| 펌프 잇 업 시리즈   | 펌프 잇 업 시리즈 | 펌프 잇 업 시리즈      | 펌프 잇 업 시리즈 | 펌프 잇 업 시리즈      |
| ------------------- | ----------------- | ---------------------- | ----------------- | ---------------------- |
| 펌프 잇 업 NXA      | <-                | 펌프 잇 업 피에스타    | ->                | 펌프 잇 업 피에스타 EX |
| 펌프 잇 업 피에스타 | <-                | 펌프 잇 업 피에스타 EX | ->                | 펌프 잇 업 피에스타 2  |
| 펌프 잇 업 피에스타 | <-                | 펌프 잇 업 피에스타 EX | ->                | 펌프 잇 업 인피니티    |